# Johannes Rathje
Johannes Rathje (* 29. Dezember 1879 in Lüneburg; † 16. Dezember 1956 in Peine) war ein deutscher Journalist und liberaler Politiker.

## Leben während des Kaiserreichs
Rathje studierte Geschichte, Germanistik und Nationalökonomie an den Universitäten Kiel, Berlin und Göttingen. Danach war er zunächst journalistisch tätig. Im Jahr 1905 promovierte er in Heidelberg bei Erich Marcks mit der Arbeit Die Behördenorganisation im ehemals kurkölnischen Herzogtum Westfalen zum Dr. phil.
Um 1902 trat er dem Nationalsozialen Verein bei. Kurze Zeit später wurde er Mitglied „Vereinigung der Freunde der Christlichen Welt“ um Martin Rade. Als der nationalsoziale Verein die Reichstagswahl von 1903 verloren hatte, trat Rathje wie auch andere Mitglieder des Nationalsozialen Vereins zur Freisinnigen Vereinigung über. Für diese war er kurze Zeit als Parteisekretär in Mitteldeutschland tätig. Danach wurde er Redakteur der liberal ausgerichteten Halleschen Allgemeinen Zeitung.
Rathje heiratete 1906 Hanna Kolbatz (1881–1967). Aus der Ehe gingen drei Kinder hervor. Über mehrere berufliche Stationen wie Berlin, Kiel und Karlsruhe kam er 1913 nach Nürnberg. Dort übernahm er den Posten eines Chefredakteurs des damals noch demokratisch gesinnten Fränkischen Kuriers. Darüber hinaus betätigte er sich in verschiedenen Verbänden. Politisch war er zeitweilig Mitglied der Zentralleitung der Fortschrittlichen Volkspartei. Außerdem war er ab 1914 Vorstandsmitglied des evangelisch-sozialen Kongresses.

## Weimarer Republik
Im Jahr 1918 ging Rathje nach Berlin und war dort bis zur Novemberrevolution für die Deutsch-Hannoversche Partei (DHP, Welfenpartei) tätig. Ab Mitte November 1918 gehörte er zu den Mitbegründern der Deutschen Demokratischen Partei (DDP). Im Parteivorstand war er für die Öffentlichkeitsarbeit zuständig. In einer Broschüre definierte Rathje die DDP als Sammlungspartei der bürgerlichen Linken. Zu seinem Aufgabengebiet gehörte auch die Herausgabe der Demokratischen Parteikorrespondenz, die vom bisherigen Innenpolitik-Ressortleiter der Vossischen Zeitung, Carl Kundel, redigiert wurde. Diese war nicht nur Pressedienst der Partei, sondern bot auch Platz für die politische Analyse von führenden Parteimitgliedern und ihr nahestehender Intellektueller.
Bereits im März 1920 gab Rathje seinen Posten als Pressechef der Partei auf, um als Chefredakteur für die Kieler Zeitung zu arbeiten. Allerdings gehörte er weiterhin Führungsgremien der DDP an. So war er Mitglied des geschäftsführenden Parteiausschusses. Außerdem war er seit 1922 Vorsitzender der Partei in der Provinz Schleswig-Holstein.
Im Jahr 1923 wechselte er zu der Hannoverschen Landeszeitung. Diese stand der Deutsch-Hannoverschen Partei nahe, und Rathje wechselte erneut die Partei. Der Niedergang der Partei führte zum Verlust seiner Stellung.

## Zeit des Nationalsozialismus
Ende der 1930er Jahre zog er nach Nordhausen am Harz und übernahm eine Stelle als Redakteur bei der Nordhäuser Zeitung. Im Spätsommer 1938 wurde er Mitglied der NSDAP, gehörte jedoch auch der Bekennenden Kirche an. Innerlich bestärkte ihn die Judenverfolgung in seiner Ablehnung des Regimes. Vor diesem Hintergrund begann er seit 1943 seine Arbeit über Martin Rade. Im selben Jahr wurde er als Redakteur der Nordhäuser Zeitung abgesetzt und das Blatt verboten. Sein Buch war gleichzeitig eine Darstellung des liberalen Protestantismus der Zeit vor dem Nationalsozialismus.
Rathje wohnte in der Osterstraße (heute Puschkinstraße) und erlebte die Luftangriffe auf Nordhausen im April 1945, ein Ereignis, welches in seinen Lebenserinnerungen breiten Raum einnimmt.

## Nachkriegszeit
Nach dem Einmarsch US-amerikanischer Truppen wurde er in den aus fünf Mitgliedern bestehenden Nordhäuser Stadtrat berufen. Einen Monat später rückte die Rote Armee in Nordhausen ein und Rathje geriet auf Grund seiner NSDAP-Mitgliedschaft und der Zusammenarbeit mit den Amerikanern unter Druck. Er wurde Mitglied der Liberal-Demokratischen Partei Deutschlands, verlor allerdings seine Pension.
Gesundheitlich schwer angeschlagen floh er nach einer längeren Untersuchungshaft in Gräfentonna und einer drohenden Inhaftierung zu seinem Sohn nach Peine. Dort konnte er seine Arbeit über Rade abschließen. Das Buch erschien 1952 im Stuttgarter Ehrenfried Klotz-Verlag, gefördert von der Deutschen Forschungsgemeinschaft; allerdings musste Rathje sein Manuskript kürzen. In der akademischen Welt fand das Werk erhebliche Resonanz. Die theologische Fakultät der Philipps-Universität Marburg zeichnete den Verfasser 1953 mit der Ehrendoktorwürde aus.
Geringe Teile seines Nachlasses befinden sich in der Universitätsbibliothek Marburg (Signatur: MS 858). Der Hauptbestand ist verschollen.

## Familie
Johannes Rathje wurde als Sohn des königlich-preußischen Hoffotographen Julius Rathje und seiner Frau Wilhelmine Rathje (geb. Hoffmeister) geboren. Er war verheiratet mit Hanna Kolbatz (1881–1961).
Seine 1910 geborene Tochter Christine heiratete 1936 in der Altendorfer Kirche in Nordhausen den Juristen Clemens de Maiziére (1906–1980). Aus der Ehe gingen mehrere Kinder hervor, unter anderem der 1940 geborene Lothar de Maizière.

## Schriften (Auswahl)
- Die Behördenorganisation im ehemals kurkölnischen Herzogtum Westfalen. Phil Diss. Heidelberg 1905.
- Deutsche Volkspartei oder Deutsche demokratische Partei? Berlin 1919.
- Die Welt des freien Protestantismus. Ein Beitrag zur deutsch-evangelischen Geistesgeschichte. Dargestellt an Leben und Werk von Martin Rade, Stuttgart 1952.
- Persönliches von Martin Rade, in: Freies Christentum 5 (1953), Nr. 2, S. 19–21.
- Mein Leben. Aufgezeichnet für meine Kinder und Enkel. Herausgegeben und kommentiert von Matthias Wolfes, in: Mitteilungen der Ernst-Troeltsch-Gesellschaft 10 (1997), S. 12–170.